# لايف جورنال
لايف جورنال (بالإنجليزية: LiveJournal أو LJ باختصار؛ يترجم كـ « السجل الحيّ »)‏ هو مجتمع إنترنت حيث بإمكان مستخدمي الإنترنت الاهتمام بمدوّنة أو سجل أو يوميات. لايف جورنال هو أيضاً اسم لبرمجة خادم حرة ومفتوحة المصدر التي صممت خصيصًا لتشغيل مجتمع الإنترنت الخاص بلايف جورنال. يختلف لايف جورنال من مواقع التدوين الأخرى لأله يحتوي بميزات شبه بالـ WELL مثل مجتمع اكتفاء ذاتي وبعض ميزات شبكة اجتماعية مماثلة لمواقع شبكات اجتماعية أخرى.
بدأ لايف جورنال في 15 أبريل، 1999 من قبل براد فيتزباتريك (بالإنجليزية: (Brad Fitzpatrick))‏، وقد أسس هذه الخدمة كطريقة ليظل على اتصال مع أصدقاءه من أيام المدرسة الثانوية لينبههم على كل شيء جديد من الأنشطة. في يناير 2005، اشترت شركة سيكس أبارت (بالإنجليزية: Six Apart)‏ لبرمجيات المدونات دانجا إنترآكتيف (بالإنجليزية: (Danga Interactive))‏، الشركة التي كانت تتعامل مع لايف جورنال من فيتزباتريك.
في 2 ديسمبر، 2007 أعلنت شركة سيكس أبارت بأنها سوف تبيع لايف جورنال لسوپ (بالروسية: СУП)، شركة إعلنية روسية التي كانت ترخص ماركَة لايف جورنال وبرمجياته للاستعمال في روسيا. المالكون الجدد كشفوا عن خطة لتجديد الخدمة، وإضمام مجتمع لايف جورنال، وإطلاق متجات جديدة من أجل المعلنين، وهذا العمل سوف يشغله المؤسسة الأمريكية الجديدة لايف جورنال، Inc. (شركة لايف جورنال المندمجة).
في 6 يناير، 2009 أعلن بأن مؤسسة لايف جورنال قد قدمت بعض من موظفينها في سان فرانسيسكو ونقلت الشركة كل وظائف التطوير وتصميم المنتجات لروسيا.
في 22 أبريل، 2009 فتح الرئيس دميتري ميدفيديف الروسي مدوّنة خاصة به على خدمة لايف جورنال.

## المزايا
وحدة الشبكات الاجتماعية في لايف جورنال هي وحدة رباعية (مع أربع حالات اتصال محتملة بين مستخدم وآخر). لا يمكن أن تكون هناك علاقة بين مستخدمين، ويمكنهما سرد بعضهما كأصدقاء بشكل متبادل، أو يمكن لأي منهما «صداقة» الآخر دون تبادل المعاملة بالمثل. في لايف جورنال، تُستخدم كلمة (بالإنجليزية: "friend")‏ أيضًا كفعل لوصف سرد شخص ما كصديق.
غالبًا ما يكون مصطلح «صديق» في لايف جورنال مصطلحًا تقنيًا، ولكن نظرًا لأنه يتم تحميله عاطفيًا للعديد من الأشخاص، فقد كانت هناك مناقشات في مجتمعات لايف جورنال مثل (بالإنجليزية: lj_dev & lj_biz)‏  بالإضافة إلى اقتراحات  حول ما إذا يجب استخدام المصطلح بهذه الطريقة.
غالبًا ما تتضمن قائمة أصدقاء المستخدم (قائمة الأصدقاء، غالبًا ما يتم اختصارها إلى القائمة الأولى) العديد من المجتمعات وموجزات آر أس أس بالإضافة إلى المستخدمين الفرديين. بشكل عام، يسمح خيار «الصداقة» لأصدقاء المستخدم بقراءة الإدخالات المحمية ويؤدي إلى ظهور إدخالات الأصدقاء في «صفحة الأصدقاء» الخاصة بالمستخدم. يمكن أيضًا تجميع الأصدقاء معًا في «مجموعات الأصدقاء»، مما يسمح بسلوك أكثر تعقيدًا.
الميزات المشتركة لجميع الحسابات
- كل تدوين سجلي لديه صفحة وب خاصة به، والتي تشمل هذه الصفحات من تعليقات التي سجلها مستخدمين آخرين. إضافةً إلى ذلك، كل مستخدم لديه صفحة لسجله الخاص، مما يدل على كل من التدوينات المؤخرا للمستخدم، مع وصلات إلى صفحات التعليق.
- من أهم الميزايا للايف جورنال هي «قائمة الأصدقاء» (بالإنجليزية: friends list)‏، والتي تتيح للموقع جانباً اجتماعياً قوياً، بالإضافة إلى خدمات للمدوّنات. قائمة الأصدقاء توفر عدد مختلف من الإذاعات عبر نقابة والخدمات الخصوصيّة كما هو موصوف في أسفل هذه الصفحة. كل مستخدم لديه صفحة للأصدقاء، والتي تجمع أحدث التدوينات من الأشخاص الموجودين على قائمة المستخدم للأصدقاء.
- لايف جورنال تتيح للمستخدمين تخصيص حساباتهم بطرق عدة. أما لغة البرمجة S2 تسمح للأفراد بتعديل قوالب السجل. يمكن للمستخدمين في تحميل الشخصيات الرسوميّة، أي الـ (بالإنجليزية: userpics)‏، التي تظهر بجوار اسم المستخدم في أماكن بارزة كما يكون على منتدى إنترنت. أصحاب الحسابات المدفوعة ترد الوصول الكامل في إدارة الـ S2 والحصول على (بالإنجليزية: userpics)‏ أكثر، فضلاً عن غيرها من المزايا.
- كل مستخدم لديه صفحة «معلومات المستخدم» (بالإنجليزية: User Info)‏، والتي تحتوي على مجموعة متنوعة من البيانات بما في ذلك معلومات الاتصال، وسيرة، صور (الصور تكون موصولة من مصادر خارج الموقع) وقوائم الأصدقاء، واهتمامات، ومجتمعات محلية وحتى المدارس التي حضرها المستخدم في الماضي أو التي يحضرها في الوقت الحاضر.
- كما يتيح لايف جورنال للمستخدمين بـ التدوين الصوتي (بالإنجليزية: voice posts)‏ حيث يمكن لأي أحد أن يتصل بالنظام هاتفياً وتسجيل تدوينه صوتياً، شرط أن يكون لدى المستخدمين حسابات مدفوعة وحسابات التي أخذت رعاية.
- في الوقت الراهن لايف جورنال لديه خمسة مستويات للحسابات: الحساب الأساسي (بالإنجليزية: basic)‏(الذي يضم حوالي 95٪ من الشبكة)، والحساب الذي يأخذ رعاية (بالإنجليزية: plus)‏(حسابات التي يتم رعايتها مع الإعلانات)، والحساب الاعتماد المبكر، أي (بالإنجليزية: early adopters)‏، الذي هو فقط للمستخدمين الذين سجلوا أنفسهم قبل عام 2000، [9] وهناك أيضاً مستوى الحساب المدفوع (بالإنجليزية: paid)‏، والحساب الدائم (بالإنجليزية: permanent)‏.[10] الحسابات الدائمة لا تتوفر عادةً لـ «مستخدم متوسط»؛ في بعض الأحيان كان هناك
- عروض خاصة أو أيام لبيع حسابات المستوى الدائم، ولكن هذه المبيعات غير مضمونة في المستقبل. قبل 12 مارس 2008، كانت الحسابات «الأساسية» خالية من الإعلانات؛ في أغسطس 2008، استأنف لايف جورنال باسترجاع خيار إنشاء الحساب الأساسي الأصلي من جديد ولكن تغير مستوى هذا الحساب لعرض الإعلانات للقراء الغير مسجلين.[11][12]

### ميزات الحساب المدفوع
- إرسال رسائل نصية [8] - يمكن للمستخدمين تلقي الرسائل النصية المرسلة عبر لايف جورنال دون مشاركة رقم هواتفهم. إذا تم إعداد ميزة المراسلة النصية، يمكن لأي شخص (أو أي مستخدم مخول) استخدام لايف جورنال لإرسال رسائل نصية إلى هواتفهم المحمولة عن طريق اتباع ارتباط في صفحة معلومات المستخدم.
- ميزة «قائمة المهام» [8] - تقدم لايف جورنال «قوائم المهام» لإدارة أهداف المستخدمين وأهدافهم. يمكن للمستخدمين الحصول على 150 عنصر قائمة مهام. يجب أن يحتوي كل عنصر من عناصر قائمة المهام على حقل الموضوع والأولوية والتفاصيل والأوصاف والحالة والنسبة المئوية المنجزة وتاريخ الاستحقاق والفئات.
- «اكسبرس لين» (بالإنجليزية: Express Lane)‏ [8] - يمكن للمستخدمين الذين لديهم حسابات مدفوعة الوصول إلى الممرات السريعة التي تجعل تحميل الصفحات أسرع. عند تسجيل الدخول إلى حسابهم المدفوع أو الدائم أثناء أوقات التحميل الثقيل للموقع، يتم إرسال طلباتهم للصفحات إلى خوادم الويب قبل طلبات المستخدمين الآخرين.
- «المشاركة الصوتية» (بالإنجليزية: Voice Post)‏ [9] - يمكن للأعضاء الذين لديهم حسابات مدفوعة الاتصال من أي هاتف إلى رقم معين وتسجيل الصوت وتحميله مباشرة إلى دفتر يومياتهم.
- «مساحة تخزين إضافية» [9] - تتيح للمستخدمين تخزين المزيد من صور سجل القصاصات والمشاركات الصوتية. من السهل تضمين الصور والمنشورات الصوتية التي تم تحميلها في إدخال السجل.

## تواصل اجتماعي

### تفاعل المستخدم
اعتبارًا من عام 2014، كان لدى لايف جورنال في الولايات المتحدة 10 ملايين يونيك شهريًا و30 مليون زائر شهريًا و170 مليون مشاهدة للصفحة. كما هو الحال مع معظم مدونات الويب، يمكن للأشخاص التعليق على إدخالات دفتر اليومية لبعضهم البعض وإنشاء سلسلة من التعليقات على غرار لوحة الرسائل - يمكن الرد على كل تعليق على حدة، بدء موضوع جديد. يمكن لجميع المستخدمين، بما في ذلك المستخدمين الذين لا يدفعون، تعيين خيارات متنوعة للتعليقات: يمكنهم توجيه البرنامج لقبول التعليقات فقط من أولئك الموجودين في قائمة أصدقائهم أو حظر التعليقات المجهولة (بمعنى أن مستخدمي لايف جورنال فقط يمكنهم التعليق على منشوراتهم). يمكنهم أيضًا فحص أنواع مختلفة من التعليقات قبل عرضها، أو تعطيل التعليق تمامًا. يمكن للمستخدمين أيضًا إرسال ردودهم مباشرةً إلى عنوان بريدهم الإلكتروني المسجل.
بالإضافة إلى ذلك، يعمل لايف جورنال كمضيف للمجلات الجماعية، ويطلق عليها اسم «المجتمعات» (غالبًا ما يتم اختصارها كـ (بالإنجليزية: comms)‏). يمكن لأي شخص ينضم إلى مجتمع أن ينشر مشاركات إليه كما يفعل في مجلة عادية؛ لدى المجتمعات أيضًا «مشرفون»، مستخدمون عاديون يديرون المجتمع ويشرفون على العضوية والاعتدال.

### مجتمع لايف جورنال
مجتمع لايف جورنال عبارة عن مدونة جماعية يمكن لمستخدمين مختلفين نشر رسائل فيها. يمكن للمستخدمين المهتمين بموضوع معين العثور على مجتمع لهذا الموضوع أو إنشاؤه. يتم تقسيم جميع مستخدمي المجتمعات إلى:
- الملاك [8] الذين يشرفون على المجتمع وقادرون على استخدام جميع الوظائف الإدارية المتوفرة لإدارة المجتمع.
- عادةً ما يستخدم المشرفون [8] حسابات المستخدمين الخاصة بهم للإشراف على المجتمع، والتحكم في إعداداته ومعلومات المجتمع، وأداء بعض الوظائف الإدارية.
- يمكن للمنسقين [8] الموافقة على الرسائل التي تركها المشاركون أو رفضها، وإضافة تسمية أو علامات سجلات حالية، والموافقة على طلبات الانضمام إلى مجتمع، وإخفاء التعليقات وتجميدها.
- يمكن للأعضاء [8] رؤية إدخالات أعضاء المجتمع فقط. بالنسبة للمجتمعات التي تضم أقل من 500 عضو، سيتم عرض قائمة الأعضاء بالكامل على صفحة معلومات المجتمع.
- يمكن للمراقبين [8] تعيين أذونات، والسماح بالدخول إلى المجتمع، وحذف المشاركات (الرسائل) أو إخفاء التعليقات على المشاركات.

### المساهمون
تعتمد بعض مجالات لايف جورنال بشكل كبير على مساهمات المستخدمين وجهود المتطوعين. على وجه الخصوص، يتم تشغيل منطقة دعم لايف جورنال بالكامل تقريبًا بواسطة متطوعين بدون أجر. وبالمثل، تتم ترجمة الموقع الإلكتروني إلى لغات أخرى من قبل المتطوعين، على الرغم من أن هذا الجهد آخذ في النفاد بسبب النقص الملحوظ في المشاركة من إدارة لايف جورنال.
شهد تطوير برنامج لايف جورنال مشاركة تطوعية واسعة النطاق في الماضي. في فبراير ومارس 2003، كان هناك جهد، أطلق عليه اسم البازار، لتعزيز أداء المتطوعين من خلال تقديم المال مقابل التحسينات أو التحسينات «المطلوبة». كان القصد من البازار اتباع نظام دفع شهري منتظم، لكنه انتهى بالدفع مرة واحدة فقط، وبعد ذلك أهملته الإدارة، وأغلق بعد عام واحد.
في الوقت الحاضر، تعتبر المساهمات الطوعية للبرنامج مدرجة بشكل أقل وأقل حيث اكتسبت الشركة المزيد والمزيد من الموظفين الذين يتقاضون رواتبهم والذين يركزون على المصالح التجارية للمؤسسة. وقد أدى ذلك إلى تكوين العديد من الفروع، وكثير منها يقدم ميزات جديدة يرغب المستخدمون في رؤيتها، خاصة الميزات التي يتم طرحها بشكل متكرر في مجلة الاقتراحات الخاصة بـ لايف جورنال.
في بعض الحالات، أدت المخاوف القانونية والإدارية إلى قيام لايف جورنال بمنع بعض الأشخاص من التطوع.

### التركيبة السكانية
اعتبارًا من نوفمبر 2012، يوجد 39,663,771 حسابًا على لايف جورنال، مع وجود 1,790,795 حسابًا مُدرجًا على أنها «نشطة بطريقة ما». مجموعة من 32 عاما. من بين المستخدمين الذين حددوا جنسهم في ملفهم الشخصي، تم تحديد 45٪ من تلك الحسابات على أنها ذكور و 55٪ أنثى. 20٪ من الحسابات لم تحدد جنسًا.
لايف جورنال هو الأكثر شيوعًا في البلدان الناطقة باللغة الإنجليزية (على الرغم من وجود ميزة اختيار اللغة)، والولايات المتحدة لديها حتى الآن أكبر عدد من مستخدمي لايف جورنال بين المستخدمين الذين يختارون إدراج موقع. هناك أيضا فرقة روسية كبيرة. لايف جورنال هو أكبر مجتمع على الإنترنت على رانت (بالإنجليزية: Runet)‏، مع حوالي 45٪ من جميع الإدخالات في عالم التدوين الروسي.

### التميمة: فرانك العنزة
(بالإنجليزية: Frank the Goat)‏ هو تميمة لايف جورنال. خلال السنوات الأولى للموقع، تم التعامل مع فرانك ككائن حي حقيقي من قبل الكثير من قاعدة مستخدمي لايف جورنال، وتعكس سيرته الذاتية القصيرة بالإضافة إلى «دفتر يومياته» هذا.
في بعض الأحيان، يتم إبلاغ المتصلين بخدمة البريد الصوتي في ر بأن «فرانك الماعز يقدر مكالمتك» يحدث هذا بشكل عشوائي.
تم تحديث قصة هزلية أسبوعية عن فرانك، كتبها ورسمها رسام الكاريكاتير ريان إسترادا، كل يوم خميس في مجتمع (بالإنجليزية: "Frank: The Comic Strip")‏ على لايف جورنال. اعتبارًا من يوليو 2009، يضم المجتمع ما يقرب من 8000 عضو، وشاهده أكثر من 7000 مستخدم لايف جورنال.
بدءًا من نهاية يناير 2010، تضمنت منشورات لايف جورنال الإخبارية الأسبوعية إشارات إلى حياة فرانك،  وأصبحت أعمالًا روائية قصيرة في نهاية فبراير. غالبًا ما ترتبط هذه القطع بالعروض الترويجية الأسبوعية للهدايا الافتراضية، حيث يتلقى المعلقون الذين يستوفون معيارًا معينًا هدية مجانية على شكل v يرسلها فرانك.

## المحتوى

### الخصوصية
يوفر لايف جورنال خيارًا يهدف إلى تقليل فرص فهرسة محركات البحث لمجلة ما؛ ومع ذلك، فإن الطريقة الوحيدة التي تجعل من المستحيل تمامًا حدوث مثل هذه الفهرسة هو تعيين أمان الإدخال على «الأصدقاء فقط» أو أعلى عند نشر الإدخال لأول مرة. إذا تم نشر إدخال علنًا لأول مرة، ثم تم تحريره ليعكس مستوى أمان أعلى، فربما تمت فهرسته بالفعل بواسطة محرك بحث في الوقت بين تحرير الأمان. يخفي خيار الأمان الشهير «الأصدقاء فقط»،  والذي تم اعتماده منذ ذلك الحين بواسطة (بالإنجليزية: Xanga & Myspace)‏، منشورًا عن عامة الناس بحيث لا يتمكن من قراءته سوى من هم في قائمة أصدقاء المستخدم. يحتفظ بعض المستخدمين بجميع مشاركاتهم للأصدقاء فقط (باستثناء منشور واحد يوضح أن المجلة للأصدقاء فقط). ومع ذلك، لا يمكن إخفاء ميزات مثل العلامات وصور المستخدمين. يسمح لايف جورنال أيضًا للمستخدمين بإنشاء مجموعات مستخدمين مخصصة ضمن مجموعة أصدقائهم لتقييد من يمكنه قراءة أي منشور معين، وللسماح بقراءة مجموعات فرعية من قائمة أصدقاء المستخدم.
يحتوي لايف جورنال أيضًا على خيار أمان «خاص» يسمح للمستخدمين بإنشاء منشور لا يقرأه سوى الناشر، مما يجعل لايف جورنال الخاصة بهم يوميات خاصة بدلاً من مدونة. من الممكن أيضًا اختيار إعداد أمان افتراضي لدفتر اليومية، بحيث يتم ترحيل جميع الإدخالات عند مستوى الأمان هذا بشكل افتراضي حتى إذا نسي المرء تغيير إعداد الأمان في وقت الترحيل.
يمكن للمستخدمين تقييد من يمكنه التعليق على منشوراتهم بالإضافة إلى من لديه القدرة على قراءة منشوراتهم. قد يُسمح بالتعليقات على إدخال معين من أي شخص يمكنه قراءة الإدخال أو تقييده. قد يتم تقييد التعليق عن طريق تعطيل التعليق تمامًا أو حجب التعليقات. التعليقات التي تم فحصها مرئية فقط للملصقات الأصلية حتى يوافق مالك المجلة على التعليق. يمكن تطبيق هذه القيود على المستخدمين المجهولين فقط أو المستخدمين غير المدرجين كصديق أو الجميع. يمكن تسجيل عنوان IP الخاص بالمعلقين أيضًا إذا رغب مالك المجلة في تمكينه.
يسمح أحد الخيارات للمستخدمين بإخفاء قائمة «أصدقاء» من العرض العام، لكنه يترك القائمة مرئية للمستخدم. في هذه الحالة، يتم عرض قائمة الأصدقاء فقط. عندما يُسمح بـ «صديق»، فإن حسابات المجلة التي انضمت إلى المستخدم والتي تمت صداقتها أيضًا لم يتم إدراجها في «صديق» أو «صديق»، بل في فئة ثالثة، «أصدقاء مشتركون». تم إنشاء هذا في النهاية كفئة منفصلة الخيار، مثل قائمة «صديق»، وإعادة صياغته بحيث يجب تحديد القوائم لتضمينها في ملف تعريف، بدلاً من تحديد خيار لإزالتها.
يسرد لايف جورنال أنه يمكن للمستخدمين إخفاء المجتمعات من صفحة ملفهم الشخصي من خلال عدم مشاركتهم (تتم مشاهدة المجتمعات الصديقة) وعن طريق إما حظر المجتمع من النشر في دفتر يومياتهم (وهذا ليس له أي تأثير حيث لا يمكنهم بأي حال من الأحوال، ولكنه يزيلهم من قائمة «عضو في») أو عن طريق إزالة قائمة «أصدقاء»، والتي تزيل قائمة «عضو في» بالإضافة إلى قائمة «أصدقاء».
يسمح لايف جورنال لمستخدمي الحسابات المدفوعة بتغيير إعدادات الخصوصية في الإدخالات السابقة بشكل مجمّع. لا تحتوي الحسابات الأساسية والإضافية على طريقة رسمية قائمة على الويب، ويجب عادةً تغيير هذه الإعدادات يدويًا واحدًا تلو الآخر؛ يوفر بعض عملاء الطرف الثالث، مثل مغير رؤية لايف جورنال،  هذه الوظيفة للمستخدمين غير المدفوعين.
يمكن أيضًا أن تكون المجتمعات خاصة، ذات عضوية معتدلة أو مغلقة، عندما يمنح أصحاب المجتمع المستخدمين مستوى مختلفًا من الوصول إلى المحتوى، بناءً على المعلومات المتعلقة بالمستخدم.

### محتوى للبالغين
بينما تسمح لايف جورنال بالمحتوى الموجّه للبالغين، تقع على عاتق المستخدم مسؤولية تحديد المحتوى على أنه غير ملائم للقصر. هناك نوعان من محتوى البالغين:
مفاهيم البالغين: ينطبق هذا التصنيف على المحتوى غير الصريح بشكل صريح، ولكنه قد يحتوي على أشياء ذات طبيعة ناضجة وقد تكون غير مناسبة لأي شخص دون سن 14 عامًا.
البالغين الصريحين: ينطبق هذا التصنيف على المحتوى الفاضح والصريح (الذي يصور العري والجنس والعنف في الصور واللغة) المناسب للبالغين فقط، وغير مناسب للمشاهدين الذين تقل أعمارهم عن 18 عامًا.
لا ينقل التصنيف على أنه مادة للبالغين بأي شكل من الأشكال أن هذا المحتوى يعتبر فاحشًا، في التعريف القانوني للمصطلح. يجب وضع علامة على هذا المحتوى حتى يتم عرضه فقط للمستخدمين الذين تشير تواريخ ميلادهم على صفحة معلومات المستخدم الخاصة بهم إلى أنهم تجاوزوا سن 18 عامًا. وفي الوقت نفسه، يمكن للمستخدم نفسه تعيين التفضيلات الخاصة في عرض إعدادات محتوى البالغين حتى لا لتلقي مثل هذه المواد. يتم تعيين جميع المستخدمين افتراضيًا على التصفية المعتدلة في عامل تصفية البحث الآمن، ولكن يمكنهم تغيير هذا الخيار.
مكتوب في قواعد لايف جورنال أنه إذا تم الإبلاغ عن المحتوى على أنه مسيء أو غير مناسب، يحق لـ لايف جورنال الإبلاغ عنه أو تقييد الوصول إليه أو حذفه في أي وقت دون إشعار.

## لايف جورنال والمستخدمين البارزين
أوه لا لم يفعلوا، المعروف أيضًا باسم (بالإنجليزية: ONTD)‏، هو المجتمع  الأكثر شعبية على لايف جورنال، مع أكثر من 100000 عضو. اهتمام المجتمع الأساسي هو ثرثرة المشاهير، ويتم أخذ معظم منشوراته ومصدرها من مدونات ثرثرة أخرى. في نهاية يناير 2009، أوه لا لم يفعلوا! كانت أول صحيفة لايف جورنال تتجاوز 16,777,216 تعليقًا (224)، مما يكسر فعليًا حد لايف جورنال غير الموثق سابقًا على التعليقات. أدى ذلك إلى توقف المجتمع لمدة أسبوع تقريبًا، بينما عملت لايف جورنال على حل المشكلة.
في أبريل 2010، تم نقل مجتمع (بالإنجليزية: Oh No)‏ هم لم يفعلوا إلى مجموعة قواعد البيانات الخاصة به لتحسين أداء الموقع لجميع المستخدمين ، نظرًا لحجمه ومقدار حركة المرور التي كان يتلقاها.

## تاريخ

### التأسيس والبيع النهائي لشركة سيكس أبارت
تأسست الشركة الأم لـ لايف جورنال، دانغا أنتر أكتيف (بالإنجليزية: Danga Interactive)‏، وعُقدت بالكامل بواسطة براد فيتزباتريك. باع الشركة لشركة سيكس أبارت (بالإنجليزية: Six Apart)‏ في عام 2005. تم الإبلاغ عن شائعات البيع الوشيك لأول مرة من قبل صحفية (بالإنجليزية: Business 2.0 Om Malik)‏ في يناير 2005. أكد فيتزباتريك البيع، وأصر على أن المبادئ الأساسية للموقع لن يتم تجاهلها من قبل الملكية الجديدة.
في أغسطس 2007، غادر فيتزباتريك للعمل لدى جوجل. واصل العمل في المجلس الاستشاري لـ لايف جورنال، Inc حتى تقاعده في يونيو 2010.

### بيع إلى ساب ميديا
أصبحت لايف جورنال شائعة للغاية في روسيا. أصبحت الترجمة الروسية لـ لايف جورنال - ЖЖ (ZheZhe، التي تعني Живой Журнал) - علامة تجارية عامة للتدوين في روسيا، ويفتخر المجتمع بما يقارب 700000 مجلة لايف جورنال الروسية، وربما 300000 منها نشطة.
قامت سيكس أبارت بترخيص علامة لايف جورنال التجارية لشركة ساب ميديا (بالإنجليزية: SUP Media)‏ الروسية في أغسطس 2006. تم التوسط في الصفقة بمساعدة فيتزباتريك، لكن الروس المغتربين أعربوا عن مخاوفهم، مستشهدين بالصلات بين الشركة وأمن الدولة. كما أعرب البعض عن قلقهم من أن شراء ساب للمجتمع لم يكن لتحقيق ربح وأكثر لتقليص أو حتى حل مجتمع التدوين الروسي المستقل القوي، وإسكات المعارضة التي وجدتها الحكومة غير مريحة. بدأت هذه المخاوف بصفقة الترخيص، وتزايدت مع الإعلان عن بيع لايف جورنال لشركة ساب ميديا في ديسمبر 2007.
في مقابلة أجريت في مارس 2008، اتهم أنطون نوسيك، مستشار شركة ساب ميديا، مستخدمي لايف جورنال «بمحاولة إخافتنا وابتزازنا، والتهديد بتدمير أعمالنا»، وقال إن فئة كبيرة من المستخدمين على لايف جورنال فقط لإلحاق الضرر بها وأصحابها «هدفهم هو انتقاد وزعزعة الاستقرار وتدمير سمعتنا». قال نوسيك إن رد فعله المحتمل على مثل هذا الضغط سيكون الانتقام من المستخدمين بدلاً من الرضوخ لضغطهم.
على الرغم من التصريح بأن لايف جورنال ستحتفظ بمعظم عملياتها في الولايات المتحدة عبر شركة فرعية محلية لايف جورنال، Inc. في يناير 2009 قامت ساب بتسريح بعض الموظفين ونقل تطوير المنتجات ووظائف التصميم إلى روسيا. في ديسمبر 2016، انتقلت لايف جورنال إلى الخوادم المستضافة في روسيا،  وفي أبريل 2017 غيّرت شروط الخدمة لتتوافق مع القانون الروسي ولتكون مكتوبة (في شكلها الرسمي) باللغة الروسية فقط.

## الخلافات والنقد

### نظام دعوة
من 2 سبتمبر 2001، حتى 12 ديسمبر 2003، تم التحقق من نمو لايف جورنال بواسطة نظام «رمز دعوة». كان هذا الحد من العضوية ضروريًا بمعدل نمو أسرع مما يمكن أن تتعامل معه بنية الخادم. طُلب من المستخدمين الجدد إما الحصول على رمز دعوة من مستخدم حالي أو شراء حساب مدفوع (والذي تم إرجاعه إلى حساب مجاني عند انتهاء الفترة الزمنية المدفوعة). قلل نظام كود الدعوة بالصدفة من إساءة الاستخدام على الموقع عن طريق منع الأشخاص من إنشاء حسابات متعددة. تم رفع نظام كود الدعوة بعد عدد من التحسينات الرئيسية على بنية الموقع العامة.
قوبل إلغاء نظام كود الدعوة بمشاعر مختلطة وبعض المعارضة. أشارت إدارة لايف جورنال إلى أن نظام كود الدعوة كان دائمًا مقصودًا أن يكون مؤقتًا.

### كلمة «صديق»
تم انتقاد الاستخدام المزدوج لـ «صديق» مثل أولئك الذين يقرأ المرء يومياتهم، والذين يثقون في قراءة يومياتهم الخاصة، لكونهم يتعارضون مع الاستخدام اليومي للمصطلح. قد يحتوي المستخدمون الفرديون في قائمة أصدقاء المستخدم على مزيج من الأشخاص الذين التقوا من خلال صداقات في العالم الحقيقي، والصداقات عبر الإنترنت والاهتمامات العامة، بالإضافة إلى صداقات المجاملة حيث يكون المستخدم قد «صداقة» مع شخص ما صديقه. قد تمثل قائمة الأصدقاء شيئًا لا علاقة له تمامًا بالعلاقات الاجتماعية، مثل قائمة القراءة أو المجموعة أو اللغز.
أحيانًا يكون الفرق بين الصداقات عبر الإنترنت وفي العالم الحقيقي مصدرًا للصراع وإيذاء المشاعر وسوء الفهم الآخر. لا تكون صداقات لايف جورنال بالضرورة مشتركة؛ يمكن لأي مستخدم أن يصادق أو «يصادق» أي مستخدم آخر في أي وقت.
في مجتمع لايف جورنال الروسي، غالبًا ما تُستخدم كلمة френд أي «صديق» لوصف هذه العلاقة بدلاً من الكلمة الروسية الأصلية "друг" أي «عقار» التي تُترجم إلى «صديق».
قسمت تفرع رمز دريم ويدث (بالإنجليزية: Dreamwidth)‏ لـلايف جورنال مفهوم «الصديق» إلى جزأين مكونين للاشتراك والوصول.

### قرارات فريق منع إساءة الاستخدام
مع نمو لايف جورنال، كان عليه التعامل مع المشكلات المتعلقة بالمحتوى الذي يستضيفه. مثل معظم مضيفي تسجيل الويب، فقد تبنى شروط الخدمة الأساسية. تعبر شروط الخدمة في نفس الوقت عن رغبتهم في حرية التعبير من قبل المستخدمين مع تحديد السلوك غير المسموح به مثل البريد العشوائي وانتهاك حقوق الطبع والنشر والمضايقات وما إلى ذلك. أنشأت لايف جورنال فريق منع إساءة الاستخدام والعمليات للتعامل مع المطالبات المتعلقة بانتهاكات شروط الخدمة وانتهاكات حقوق التأليف والنشر وانتهاكات القانون وغيرها من القضايا. هناك قدرة للمستخدم على الإبلاغ عن الإدخال باعتباره «بريدًا عشوائيًا»، وتقع على عاتق المستخدم مسؤولية فصل البريد العشوائي ونشاط الروبوت عن الانتهاكات الفعلية أثناء الإبلاغ.
إذا قرر فريق منع إساءة الاستخدام حدوث انتهاك ، فسيكون المستخدم إما مطالبًا بإزالة المادة المخالفة (كما في حالة انتهاكات حقوق النشر)؛  سيتم تعليق المجلة حتى يحين الوقت الذي يمكن فيه إزالة المادة (على سبيل المثال، نشر عناوين المنازل أو غيرها من معلومات الاتصال المختلفة الخاصة بآخر)؛ أو في حالات الانتهاكات الجسيمة أو المتعددة، سيتم تعليق المجلة (على سبيل المثال، سرقة الحساب، حالات متعددة لانتهاك حقوق النشر، المواد الإباحية للأطفال). يتم إخطار المستخدم المخالف عن طريق البريد الإلكتروني بأي تعليق لدورية أو في حالة وجوب إزالة أي مادة مسيئة، يتم منح المستخدم موعدًا نهائيًا لإزالته. عندما يتم تعليق إحدى المجلات، فإنها تزيل بشكل فعال كل ما يكتبه المستخدم في لايف جورنال، بما في ذلك التعليقات في مجلات الآخرين؛ ومع ذلك، يمكن للمستخدم تنزيل المواد أثناء التعليق. هؤلاء المستخدمون الموقوفون الذين دفعوا مقابل خدمة لايف جورنال لا يتم استرداد مدفوعاتهم.
نشأ جدل صغير في نوفمبر 2004 عندما تم تسريب وثيقة سياسة يستخدمها فريق منع إساءة الاستخدام لمجموعة من منتقديها قبل أن يتم إصدارها. تم إصدار وثيقة السياسة رسميًا منذ ذلك الحين.
ظهر جدل آخر عندما اشتكى المستخدمون بعد أن طُلب من عدد غير معروف من المستخدمين إزالة صور المستخدم الافتراضية التي تحتوي على صور للرضاعة الطبيعية والتي اعتبرت غير مناسبة لأنها تحتوي على منظر للحلمات أو الهالة. جذبت الحادثة انتباه مجموعات مناصرة الرضاعة الطبيعية مثل برو-مام (بالإنجليزية: Pro-Mom)‏  الذين قاموا بنشر القضية لكسب وعي إعلامي أكبر. استجاب لايف جورنال عن طريق تغيير الأسئلة الشائعة حول المحتوى المناسب لصور المستخدم الافتراضية. تقول الأسئلة الشائعة 111 الحالية أن العُري غير مناسب في صور المستخدم الافتراضية؛ قالت الأسئلة الشائعة 111 أن المحتوى الجنسي المصور لم يكن مناسبًا. لم يتم تقييد صور الرضاعة الطبيعية بواسطة الأسئلة الشائعة الأصلية، وتعكس الأسئلة الشائعة الحالية حقيقة أنه لا يمكن استخدامها إلا كصورة افتراضية للمستخدم. لا يزال يُسمح بصور الرضاعة الطبيعية كصور مستخدم قد يتم اختيارها يدويًا أثناء النشر ولكنها قد لا تكون الصورة الافتراضية.

### نقاط ضعف الحساب
في كانون الثاني (يناير) 2006، اضطر الموقع إلى إجراء تغييرات طارئة على الطريقة التي يستضيف بها الموقع حسابات المستخدمين بسبب ثغرة أمنية من جانب متصفح الويب. تم تحديد مجموعة القراصنة المسؤولة فيما بعد باسم «بانتاون». كان ما يقرب من 900000 حساب في خطر.

### لايف جورنال والإعلانات
في أبريل 2006، أعلنت لايف جورنال  أنها تقدم نوع مستخدم جديد يمنح المستخدمين المجانيين بعض الميزات المتاحة للأعضاء الذين يدفعون مقابل رعاية الإعلانات. تم تسمية نوع المستخدم هذا في البداية برعاية +، ولكن تمت إعادة تسميته لاحقًا إلى بلاس (بالإنجليزية: Plus)‏.
قوبل هذا الإعلان بعاصفة من الجدل. بين أبريل 2004 ويناير 2005، ذكر أحد وعود العقد الاجتماعي لـ لايف جورنال أن الموقع «ابق خاليًا من الإعلانات». ذهب العقد الاجتماعي ليقول، «قد يكون ذلك بسبب أنه أحد أكبر ما يزعج الحيوانات الأليفة لدينا، أو ربما لأنهم لا يجنون الكثير من المال، ولكن مع ذلك، نعد بعدم تقديم مساحة إعلانية في خدمتنا أو على صفحاتنا».
حدث جدل آخر متعلق بالإعلانات في يونيو 2006، عندما بدأت إعلانات كاي بريميوم (بالإنجليزية: Kpremium)‏ في تثبيت برامج ضارة وإطلاق إعلانات منبثقة على أجهزة الكمبيوتر الخاصة بمستخدمي أستراليا وأوروبا الغربية،  ضد إرشادات إعلانات لايف جورنال. ردت لايف جورنال بإزالة الإعلان من الموقع وإصدار اعتذار لمستخدميه.
في مارس 2008، أوقفت لايف جورنال قدرة المستخدمين الجدد على تحديد المستوى «الأساسي» للمجلة، والذي سمح بمجموعة قليلة من الميزات بدون إعلانات بدون تكلفة. ومع ذلك، في أغسطس من نفس العام، عكست الشركة القرار، وأعادت إحياء الخدمة «الأساسية» كدليل، وخفض ما بعد التسجيل. ومع ذلك، فإن مستوى الخدمة الأساسية المستأنف لم يعد خاليًا من الإعلانات: يتم عرض الإعلانات عندما يعرض القراء الذين لم يسجلوا الدخول إلى لايف جورنال منشورات على حساب أساسي.
يعتمد الإعلان في لايف جورنال على فئات المستخدم المفضلة، أو الجنس، أو العمر، أو الموقع، أو الاهتمامات، أو جزء صغير من محتويات الصفحة العامة. يتم استهداف الإعلانات وفقًا للمعلومات المتعلقة بالمؤلف والمشاهد وتفضيلات إعلانات لايف جورنال ككل. يمكن للمستخدمين اختيار التفضيلات في إعداداتهم  من بين خمس فئات أو أكثر من الإعلانات، بما في ذلك الفنون والعلوم الإنسانية، السيارات، العجلات، الكتب، القراءة ، الجمعيات الخيرية، المنزل، الهوايات، الإسكان، الإنترنت والوسائط وما إلى ذلك. إزالة الإعلان بالكامل بخلاف الترقية إلى حساب مدفوع.
كجزء من التغييرات التي تم إجراؤها في أبريل 2017، ألغت لايف جورنال قدرة المساهمين المدفوعين على منع عرض الإعلانات لقرائهم. بدلاً من ذلك ، بدأت لايف جورنال في عرض الإعلانات على جميع الصفحات، بما في ذلك منشورات المساهمين المدفوعين، ما لم يكن قارئ الصفحة أيضًا مساهمًا مدفوعًا مسجلاً الدخول.

### تعليق الحساب
في مايو 2007، علقت لايف جورنال ما يقرب من 500 حساب ومجتمع، مما تسبب في ما أشارت إليه CNET باسم «ثورة» من «الآلاف من عملاء لايف جورنال»،  بعد أن أبلغ عدد من مجموعات الناشطين، بما في ذلك مجموعة تدعى ووريورز من أجل البراءة (بالإنجليزية: Warriors for Innocence)‏، عن مواد معادية للأطفال على موقعها على الإنترنت.

وفقًا لرئيس سيكس أبارت والرئيس التنفيذي باراك بيركويتز، "لقد قمنا بمراجعة سياساتنا المتعلقة بكيفية مراجعة تلك المواقع، وتلك المجلات، وتوصلنا إلى حقيقة أننا لدينا بالفعل عدد من المجلات التي لم نقم بها" أعتقد أنه التزمت بسياساتنا ولم أعتقد أنها كانت مناسبة ". في منشور لاحق لمجتمع أخبار لايف جورنال[87] اعتذر، وناقش بعض الظروف الكامنة وراء الإيقاف، وأشار إلى أنه سيتم مراجعة المجلات الموقوفة ومن المحتمل إعادتها إلى الإنترنت. على وجه الخصوص، أشار إلى أن ممارسة لايف جورنال المعتادة المتمثلة في مراجعة حالات التعليق وإخطار أصحاب الحسابات المعلقة لم يتم اتباعها:
[T] تم تعليق هذه المجلات بسبب مشكلات يمكن تصحيحها بسهولة [...] [T] لم يتم إبلاغ المجلة أو أصحاب المجتمع على الإطلاق. [T] تم حذف هذه المجلات قبل إكمال المراجعة لتجنب الأخطاء.
كان معظم رد الفعل العنيف من كتّاب قصص المعجبين الذين كانت مجتمعاتهم ومجلاتهم الشخصية من بين أولئك الذين تم تعليقهم، على ما يبدو لأنهم أدرجوا اهتمامات مثل "سفاح القربى" أو "غير المخادع" (اختصارًا لعدم الموافقة). على الرغم من أن هذه المجتمعات لم تشجع بالضرورة السلوك غير القانوني، فقد تم الإبلاغ عن عدم وجود مزيد من التحقيق في محتوى هذه المجلات.
وبعيدًا عن مجتمعات المعجبين فقط، كان الكثيرون مستائين في البداية لأن المجتمعات التي لا علاقة لها تمامًا بأي شيء سوى المناقشة ، وأحيانًا العلاجية وأحيانًا الأدبية ، حول الاغتصاب أو التحرش بالأطفال كانت من بين المجموعات المعلقة.
في 31 مايو 2007، أصدر بيركويتز بيانًا إلى مجتمع أخبار لايف جورنال  يعلن فيه أن سيكس أبارت كانت حاليًا في طور إلغاء تعليق حوالي نصف المجلات المعلقة. تندرج المجلات التي أعيد وضعها في فئات عشوائية أو خيالية أو كانت مجلات تم تعليقها بسبب مشكلات تتعلق فقط بمحتويات ملفاتها الشخصية. في مقابلة سابقة مع نيوز دوت كوم (بالإنجليزية: news.com)‏،  قال إنه سيصاب «بالصدمة» إذا تمت إعادة «أكثر من اثنتي عشرة» مجلة.
في 19 يوليو 2007، أصدر آبي حسن في لايف جورنال بيانًا يوضح سياسات تعليق لايف جورنال. تم الإدلاء ببيان آخر في 7 أغسطس 2007.

### انتخاب المجلس الاستشاري
كما أُعلن سابقًا، قررت ساب ميديا، أحدث مالكي لايف جورنال، إنشاء مجلس استشاري لمساعدتها في اتخاذ القرارات. كان الأعضاء الأوائل أشخاصًا متميزين في مجالات القانون والتكنولوجيا، دانا بويد، إستر دايسون، لورانس ليسيج، ومؤسس لايف جورنال الأصلي، براد فيتزباتريك. أعلنت ساب أنه سيتم تعيين عضوين آخرين من قاعدة مستخدمي لايف جورنال، أحدهما روسي والآخر يتحدث الإنجليزية. شابت الانتخابات الناطقة باللغة الإنجليزية باتهامات بحشو أوراق الاقتراع وتضارب المصالح وتعدد التهديدات بالقتل. المطور الذي كتب برنامج الاقتراع الذي يدير الانتخابات وصف حشو الاقتراع بأنه معقول.

### هجمات رفض الخدمة الموزعة
كان لايف جورنال ضحية لعدة هجمات دي دي أو أس (بالإنجليزية: DDoS)‏ في عام 2011. وأدى الهجوم الأول في 30 مارس إلى تدمير الموقع لعدة ساعات. يُذكر أن الهجوم هو أكبر هجوم دي دي أو أس ضد لايف جورنال منذ إنشاء الموقع. استمر الهجوم الثاني حتى 4 و 5 أبريل / نيسان، مما تسبب في انقطاع الخدمة لبعض المستخدمين. تسبب هجوم ثالث في يوليو / تموز في عدم إتاحة الموقع لعدة ساعات في كل مرة لمدة أسبوع. في 2 ديسمبر 2011، تم تسجيل هجوم آخر، حيث اعترفت مدونة حالة لايف جورنال بأنها كذلك. من بين الهجمات، علق الرئيس الروسي دميتري ميدفيديف في أبريل 2011 قائلاً: «ما حدث يجب فحصه من قبل إدارة لايف جورنال ووكالات تطبيق القانون». في يوم الانتخابات الروسية في ديسمبر 2011، شهدت لايف جورنال هجومًا آخر.

### خرق قاعدة البيانات المفترض
في أكتوبر 2018، تروي هانت، مبتكر فيلم (بالإنجليزية: Have I been Pwned؟)‏ غرد أنه كان يتلقى عدة تقارير مستقلة تفيد باستخدام عناوين البريد الإلكتروني وكلمات المرور من قاعدة بيانات مستخدمي لايف جورنال في حملة بريد إلكتروني احتيالية.
في مايو 2020، أفاد المسؤولون في دريم ويدث أنهم حذروا لايف جورنال مرارًا وتكرارًا من حدوث خرق واضح مع الكشف عن كلمات مرور لايف جورنال، التي يعود تاريخها إلى عام 2017 أو 2014، لكن لايف جورنال رفض الكشف عن ذلك لمستخدميهم.

## القضايا القانونية والرقابة

### دعاوى قضائية ضد المدونين
في عام 2007، اتُهم المدون الروسي ساففا تيرنتييف بإثارة الكراهية الاجتماعية لموظفي وزارة الشؤون الداخلية وحُكم عليه بالسجن لمدة عام بسبب تعليقه على مدونة صحفي محلي. وفي وقت لاحق، اتُهم عدد آخر من الأفراد بالدعوة إلى نشاط متطرف، والقذف والتحريض على الكراهية بين الأعراق.

### حظر لايف جورنال
في مايو 2007، بدأت الحكومة الصينية في حظر لايف جورنال. وفقًا لـ سيكس أبارت، كان هناك 8692 مدونًا صينيًا تم الإبلاغ عن أنفسهم على الموقع.
في أكتوبر 2010، تم حظر لايف جورنال في كازاخستان بأمر من المحكمة بسبب وجود مدونات تحتوي على محتوى متطرف. في مارس 2012، بدأت أوزبكستان في حظر لايف جورنال. على الرغم من أن الصفحة الرئيسية والعديد من المقالات المعلن عنها لا تزال متاحة، إلا أنه لم يتم الوصول إلى المدونات التي ساهم بها بعض المؤلفين المعروفين من أوزبكستان.

### القضاء الروسي
في 4 أبريل 2017، قامت لايف جورنال بتعديل شروط الاستخدام الخاصة بها بشكل كبير، مما جعل الخدمة تخضع للقانون الروسي. تحظر الشروط الجديدة على المستخدمين نشر «مواد إعلانية و / أو استدراج سياسي» أو تنفيذ أي إجراءات «تتعارض مع قوانين الاتحاد الروسي». تنص الشروط أيضًا على أن المستخدمين يخضعون للمادة 10.2 من القانون الفيدرالي للاتحاد الروسي رقم 149، والتي تنص على تصنيف المدونات التي تضم أكثر من 3000 زائر يوميًا كمنافذ إعلامية ولا يجوز نشرها بشكل مجهول، فهي مسؤولة عن النشر من المعلومات غير المؤكدة ، ويُحظر نشر مواد إباحية أو لغة بذيئة أو «مواد متطرفة». وصفت وسائل الإعلام الغربية هذه القوانين بأنها «شديدة القسوة» وتقيِّد حرية التعبير.
بالإضافة إلى ذلك، تعتبر النسخة باللغة الروسية فقط من شروط الخدمة ملزمة قانونًا. أثارت المصطلحات الجديدة قلقًا واسعًا من المستخدمين الذين اعتقدوا أن محتواهم سيتم استهدافه الآن بموجب سياسات الرقابة الروسية، بما في ذلك قانون «دعاية المثليين» في البلاد. وقد أدى ذلك إلى «نزوح جماعي» لمنصات بديلة للمجموعات التي تدعم حقوق مجتمع الميم أو ترغب في مواصلة مناقشة هذه الموضوعات.

## تقوم المواقع الأخرى بتشغيل محرك لايف جورنال
البرنامج الذي يقوم بتشغيل لايف جورنال مكتوب أساسًا بلغة Perl. كان برنامجًا مفتوح المصدر بموجب رخصة جنو العمومية العامة حتى عام 2014، عندما أغلق موقعلايف جورنال مستودع كود المصدر الرسمي للجمهور؛ يستمر تطبيق الترخيص على الكود القديم من قبل هذا التغيير. نظرًا لأنه برنامج مفتوح المصدر، فقد تم تصميم العديد من المجتمعات الأخرى باستخدام برنامج لايف جورنال، مع ميزات وتنسيقات مشابهة جدًا لـ لايف جورنال نفسها، بما في ذلك دريم ويدث والمجلة المجنونة (بالإنجليزية: InsaneJournal)‏ وديدجورنال (بالإنجليزية: DeadJournal)‏ وغريتست جورنال (بالإنجليزية: GreatestJournal)‏ (توقّف نشاطها). ومع ذلك، غالبًا ما يكون لديهم شروط خدمة مختلفة عن تلك الخاصة بـ لايف جورنال، مما يجعلها جذابة للمستخدمين الذين أصبحوا محبطين من قواعد لايف جورنال ويرغبون في نقل مجلاتهم إلى مضيفين آخرين.

## وصلات خارجية
- الموقع الرسمي